# Izobuterna kiselina
Izobuterna kiselina (2-metilpropanoinska kiselina) je karboksilna kiselina sa strukturnom formulom (3)2-CH-. Ona je prisutna u slobodnom stanju u rogaču (Ceratonia siliqua) i u korenu Arnica dulcis, i kao etil estar u krotonskom ulju.
Izobutirna kiselina je izomer n-buterne kiseline. One imaju istu hemijsku formulu 48 O2 ali različitu strukturu.

## Produkcija
Izobutirna kiselina se može veštački pripremiti hidrolizom izobutironitrila sa alkalijama, oksidacijom izobutanola kalijum dihromatom i sumpornom kiselinom, ili dejstvom natrijum amalgama na metakrilnu kiselinu. On je tečnost donekle neprijatnog mirisa, koja ključa na 155 °. Njena specifična težina je 0.9697 (0 °). Pri zagrevanju sa hromnom kiselinom na 140 °, ona daje ugljen-dioksid i aceton. Alkalni kalijum permanganat je oksiduje do α-hidroksiizobuterne kiseline, . Njene soli su rastvornije u vodi od soli buterne kiseline.

### Biološka produkcija
Izobuterna kiselina se takođe može industrijski proizvesti koristeći modifikovane bakterije i šećerni supstrat.
Izobuterna kiselina je zadržano trivijalno ime u IUPAC pravilima.